# Přímo spravovaná města v Číně
Přímo spravované město (čínsky: český přepis č’-sia-š’, pchin-jin zhíxiáshì, znaky 直辖市) je správní jednotka v Čínské lidové republice. V systému členění Čínské lidové republiky patří mezi správní jednotky první (neboli provinční) úrovně, vedle provincií, autonomních oblastí a zvláštních správních oblastí. Status měst přímo spravovaných centrální vládou mají největší čínská města.

## Historie
Přímo spravovaná města byla v Čínské lidové republice ustavena při jejím vzniku roku 1949. Zprvu jich bylo dvanáct – An-šan, Čchung-čching, Fu-šun, Kanton, Nanking, Peking, Pen-si, Si-an, Tchien-ťin, Šanghaj, Šen-jang a Wu-chan, roku 1950 k nim přibylo ještě Lü-ta.
Roku 1952 status přímo řízeného města ztratil Nanking. Roku 1953 se jejich počet zvýšil o Čchang-čchun a Charbin. Od roku 1954 zůstaly pouze tři – Peking, Šanghaj a Tchien-ťin. Tchien-ťin status přímo řízeného města ztratil roku 1958 a znovu získal po devíti letech. Od roku 1997 je čtvrtým přímo řízeným městem Čchung-čching.

## Seznam
V současnosti existují v Čínské lidové republice čtyři přímo spravovaná města:
| Název (čínsky) český přepis | Název (čínsky) znaky pchin-jin | Poloha        | Počet obyvatel | Hustota osídlení (obyvatel na km²) | Rozloha (km²) |
| --------------------------- | ------------------------------ | ------------- | -------------- | ---------------------------------- | ------------- |
| Peking                      | 北京 Běijīng                   | Peking        | 19 612 368     | 1167                               | 16 808        |
| Tchien-ťin                  | 天津 Tiānjīn                   | Tchien-ťin    | 12 938 224     | 1144                               | 11 305        |
| Šanghaj                     | 上海 Shànghǎi                  | Šanghaj       | 23 019 148     | 3701                               | 6 219         |
| Čchung-čching               | 重庆 Chóngqìng                 | Čchung-čching | 28 846 170     | 350                                | 82 400        |